# Jean-Baptiste Lemoyne (1679-1731)
Pour les articles homonymes, voir Jean-Baptiste Lemoyne et Lemoyne.
Jean-Baptiste Lemoyne, dit Jean-Baptiste I Lemoyne ou Jean-Baptiste Lemoyne l'Ancien, né à Paris le 14 septembre 1681 ou le 14 septembre 1679 et mort à Paris le 20 octobre 1731 est un sculpteur français.

## Biographie
Jean-Baptiste Lemoyne est le fils de Jean Lemoyne dit de Paris, peintre décorateur et graveur, futur conseiller et peintre ordinaire du roi, et de Geneviève Le Blond, son épouse. Jean-Baptiste est le frère de Jean-Louis Lemoyne ou Le Moyne (vers 1665-1755) qui sera sculpteur ordinaire du roi comme lui, et l'oncle du sculpteur Jean-Baptiste II Lemoyne (1704-1778).
Il obtient le deuxième prix de Rome en 1705, est agréé à l'Académie royale en 1710, et y est reçu en 1715.
Il épouse Geneviève Suzanne Silvestre, fille de François Silvestre, maître à dessiner des princes, et de Suzanne Thuret, le 7 février 1713 à Saint-Germain-l'Auxerrois, paroisse de l'épousée,.

## Œuvres
- Paris, musée du Louvre : La Mort d'Hippolyte, 1715, marbre.
- Versailles, château de Versailles : Buste de Philippe d'Orléans, régent de France, 1715[8].

Œuvres de Jean-Baptiste I Lemoyne
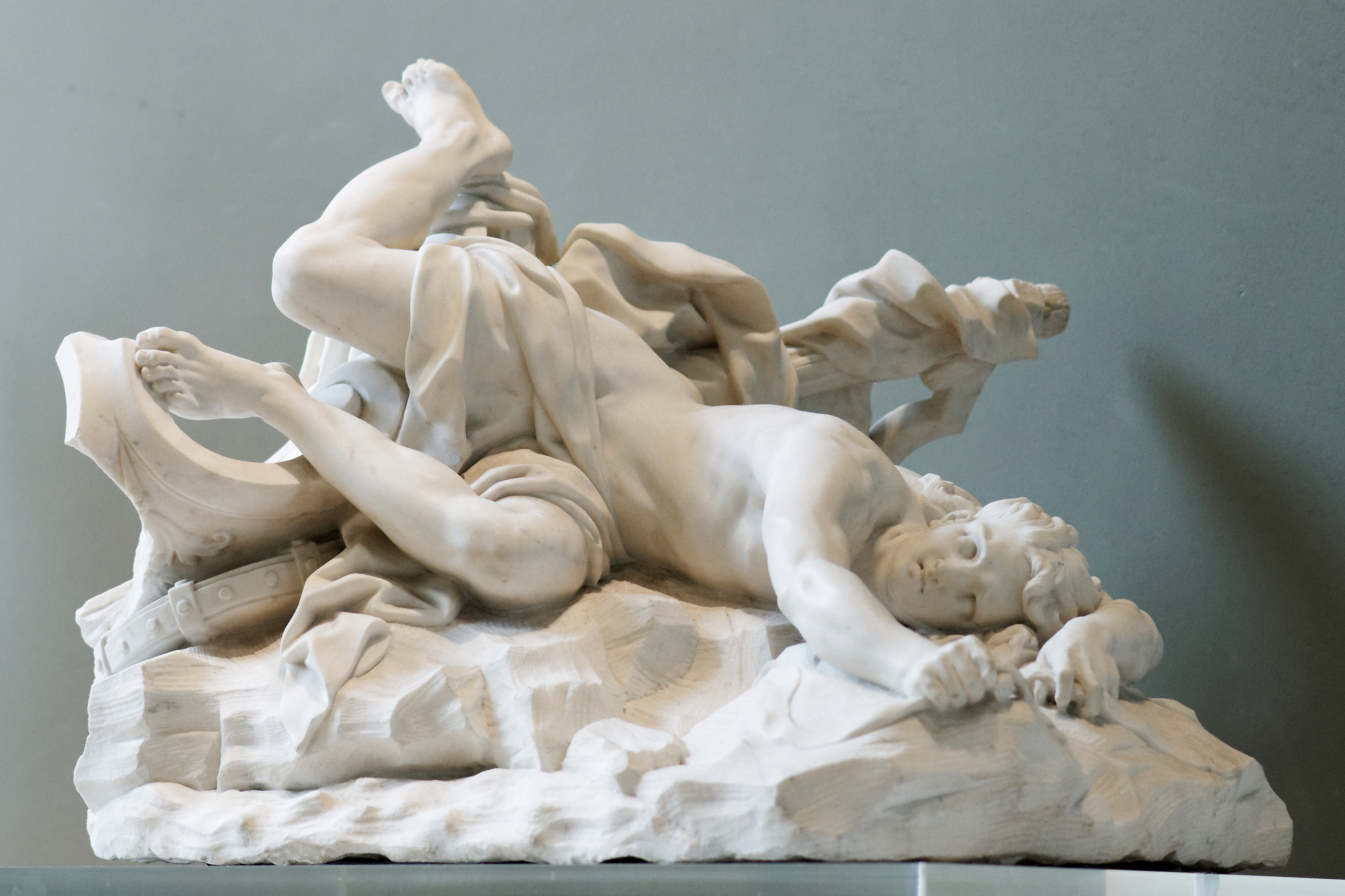
La Mort d'Hippolyte (1715), Paris, musée du Louvre.
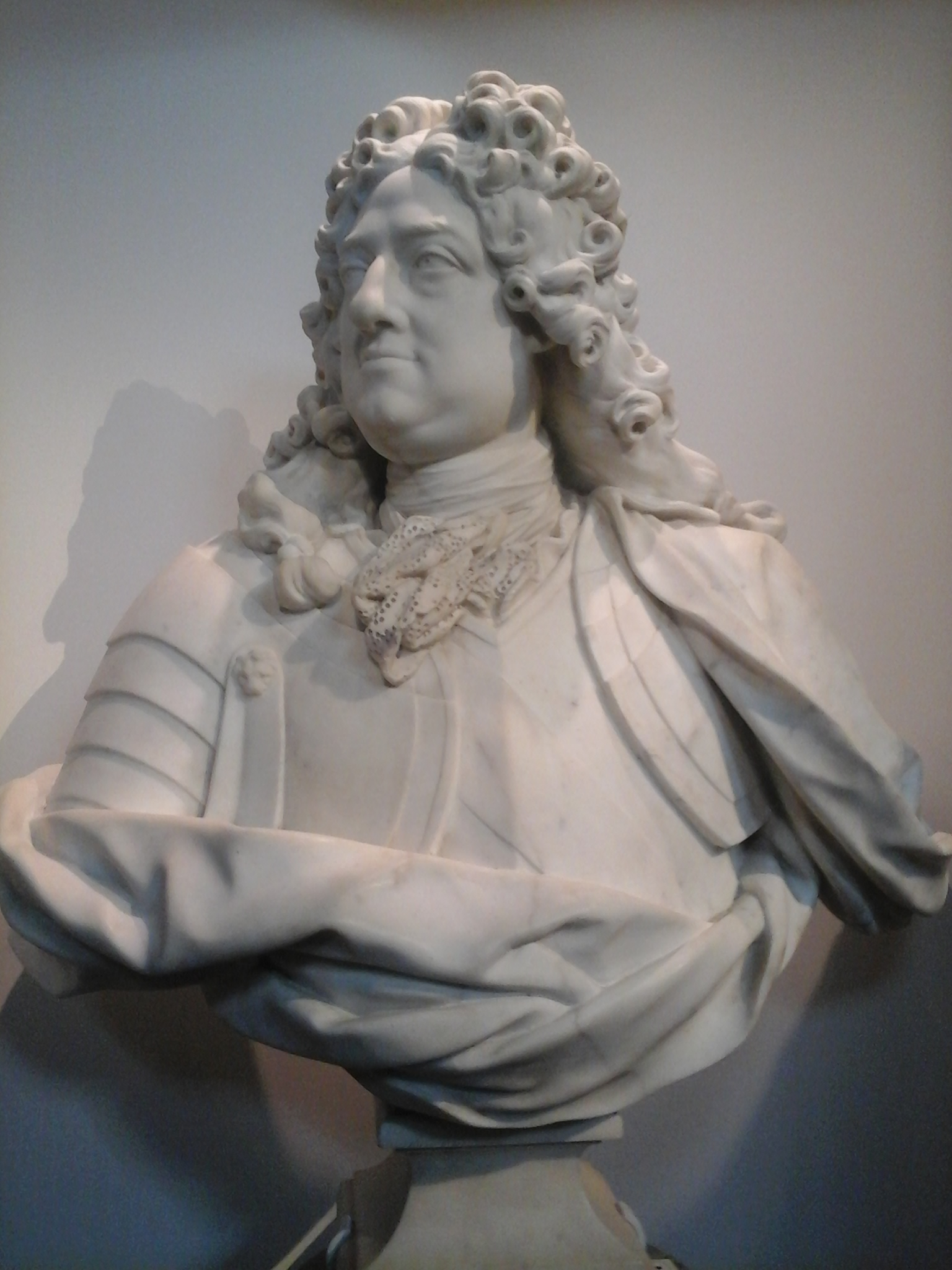
Buste de Philippe d'Orléans (1715), château de Versailles.